# Pansardivision

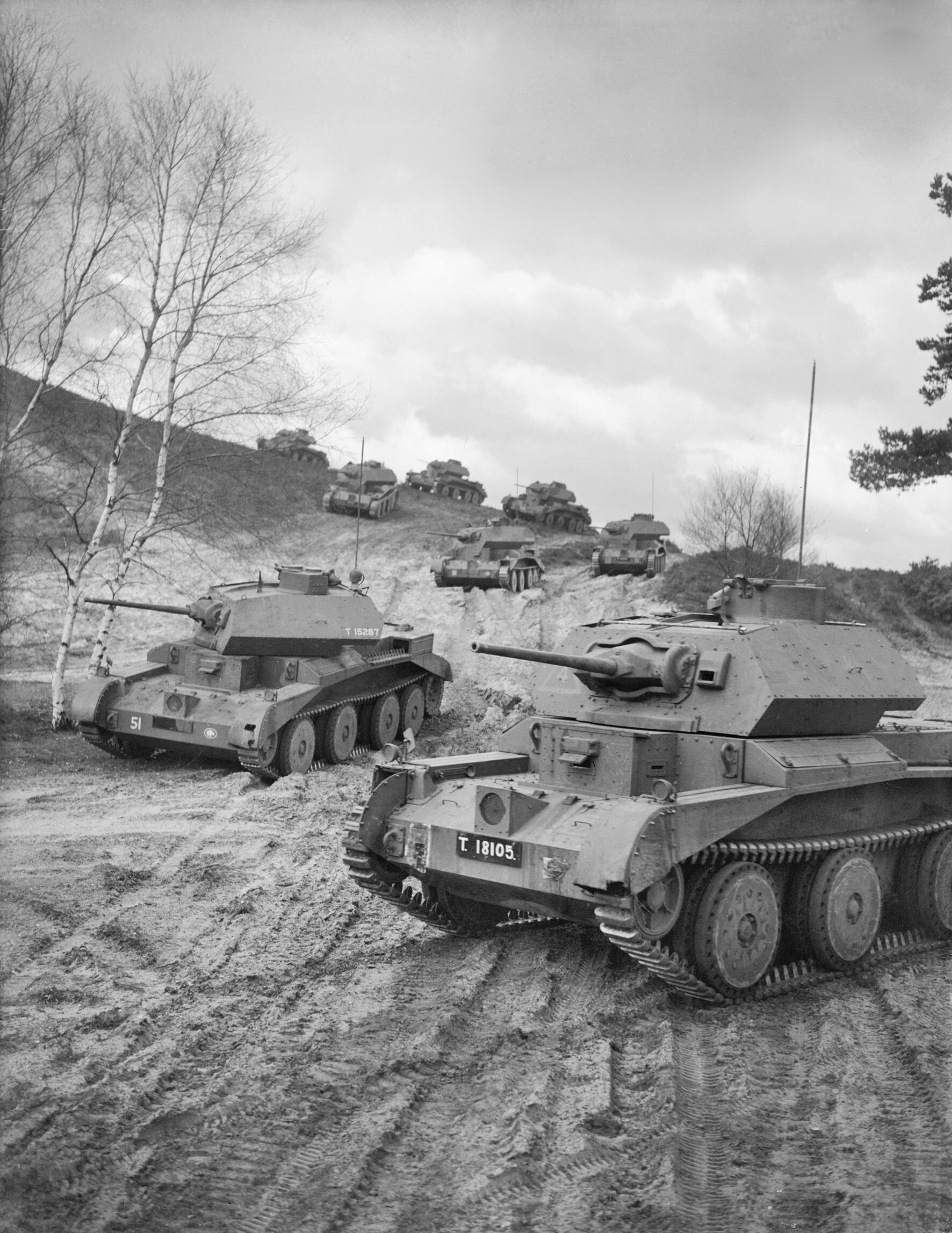
Brittiska 1:a Pansardivisionen under en övning i april 1941. Stridsvagnen i förgrunden är av typen Cruiser Mk IVA.

Organisationsschema över tysk pansardivision modell 1941.

En pansardivision är en division som är uppbyggd kring pansartrupper, med stridsvagnsförband som själva kärnan. Vanligtvis dominerar dock infanteri och olika stödtrupper divisionens numerär, namnet till trots.

## Andra världskriget
Efter att stridsvagnen hade gjort sin debut under första världskriget började man under mellankrigstiden organisera dessa i divisioner.

### Tyskland

#### Heer
Lista på divisioner, alla är dock inte pansardivisioner.
1944 års organisation:

Detta var i de flesta fallen en organisation som bara existerade på pappret, de flesta pansardivisioner nådde aldrig i närheten av den utrustning och manskap som krävdes.
- Ett pansarregemente med två bataljoner. Totalt 103 stridsvagnar.
  - Stabskompani
    - Luftvärnspluton

  - Pansarbataljon utrustade med Panzer IV
  - Pansarbataljon utrustade med Panther
- Två panzergrenadier regementen med två bataljoner var.Heinz Guderians ledningsvagn på ett fält i Frankrike 1940.
  - Stabskompani

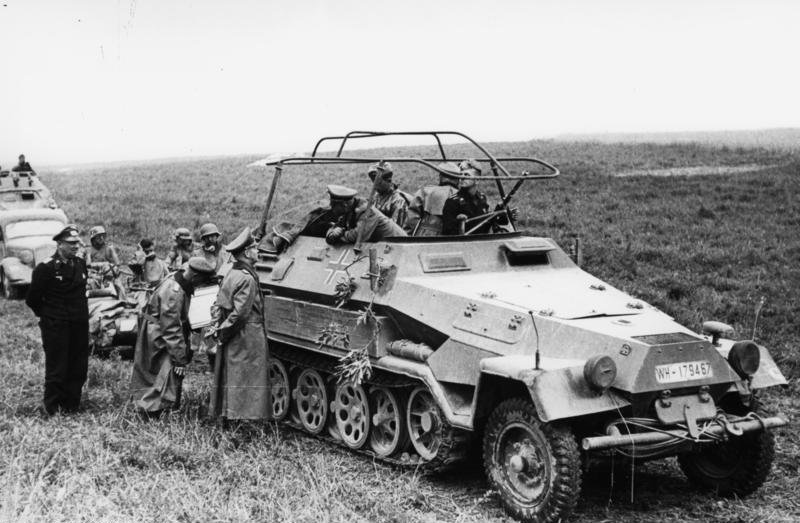
Heinz Guderians ledningsvagn på ett fält i Frankrike 1940.

  - Panzergrenadierbataljon utrustad med halvband vagnar
  - Panzergrenadierbataljon motoriserat
  - Pionjärkompani motoriserat

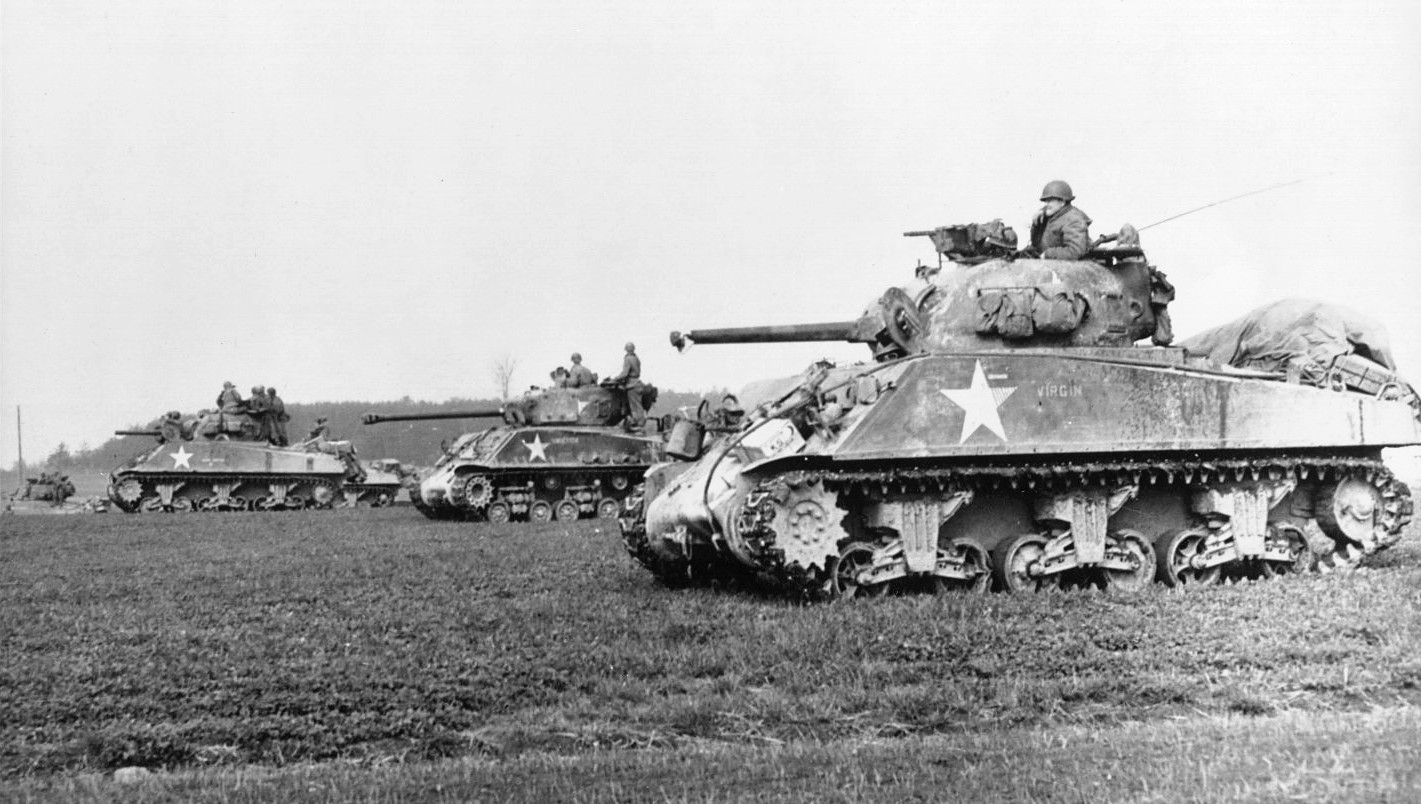
Amerikanska M4 Sherman

  - Tyskt pansar under förflyttning i Nordafrika.Amerikanska M4 ShermanInfanterikanonkompani, självgående vanligtvis utrustadt med Grille

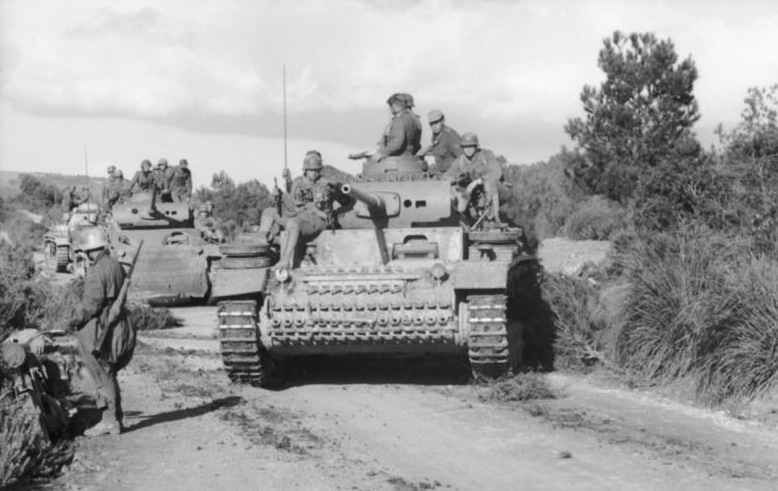
Tyskt pansar under förflyttning i Nordafrika.

- Ett artilleriregemente med tre bataljoner, totalt 42 kanoner.

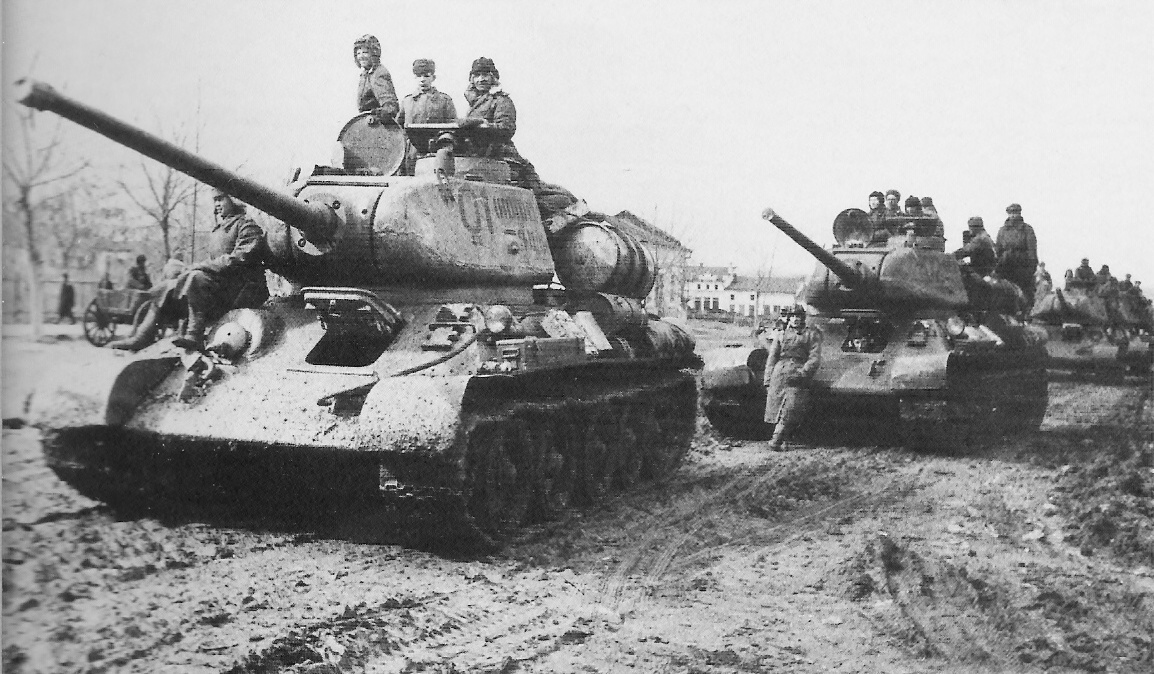
Sovjetiska stridsvagnar av typen T-34/85, vintern 1943-44.

  - Sovjetiska stridsvagnar av typen T-34/85, vintern 1943-44.En pansarartilleribataljon utrustade med bandkanonvagnar som Hummel och Wespe
  - Två artilleribataljoner utrustade med dragna haubitsar som 15 cm sFH 18 och 10,5 cm leFH 18.
- En pionjärbataljon.
- En luftvärnsbataljon.
- En pansarspanings bataljon.
- En pansarvärnsbataljon.
  - Stabsbatteri
  - 3×Pansarvärnskompanier

#### Waffen-SS
Lista på divisioner, alla är dock inte pansardivisioner.

### USA
1943 års lätta organisation:
- Tre pansarbataljoner
  - Tre kompanier med M4 Sherman
  - Ett kompani med M5 Stuart
- Tre pansarskyttebataljoner
- Tre artilleribataljoner, totalt 54 kanoner.
- En spaningsbataljon
- En pionjärbataljon

### Sovjetunionen
Efter erfarenheter från Spanska inbördeskriget och Sovjet-japanska gränskriget beslöt Röda Armén i november 1939 att upplösa sina mekaniserade kårer och fördela stridsvagnarna till infanteriförbanden. Efter de tyska framgångarna med pansarförband under Fall Gelb beslöt Röda Armén i slutet av 1940 att återuppsätta de mekaniserade kårerna. Varje kår skulle innehålla två stridsvagnsdivisioner och en mekaniserad division.
Stridsvagnsdivisionernas organisation under 1941:
- 2× stridsvagnsregementen
- Motoriserat skytteregemente
- Motoriserat artilleriregemente
- Luftvärnsbataljon
- Spaningsbataljon
- Transportbataljon
- Underhållsbataljon
- Sjukvårdsbataljon

Efter 1941 organiserade Röda armén inte sina stridsvagnar i pansardivisioner utan i mindre stridsvagnskårer och mekaniserade kårer, som i sin tur var uppbyggda av brigader.

## Kalla kriget

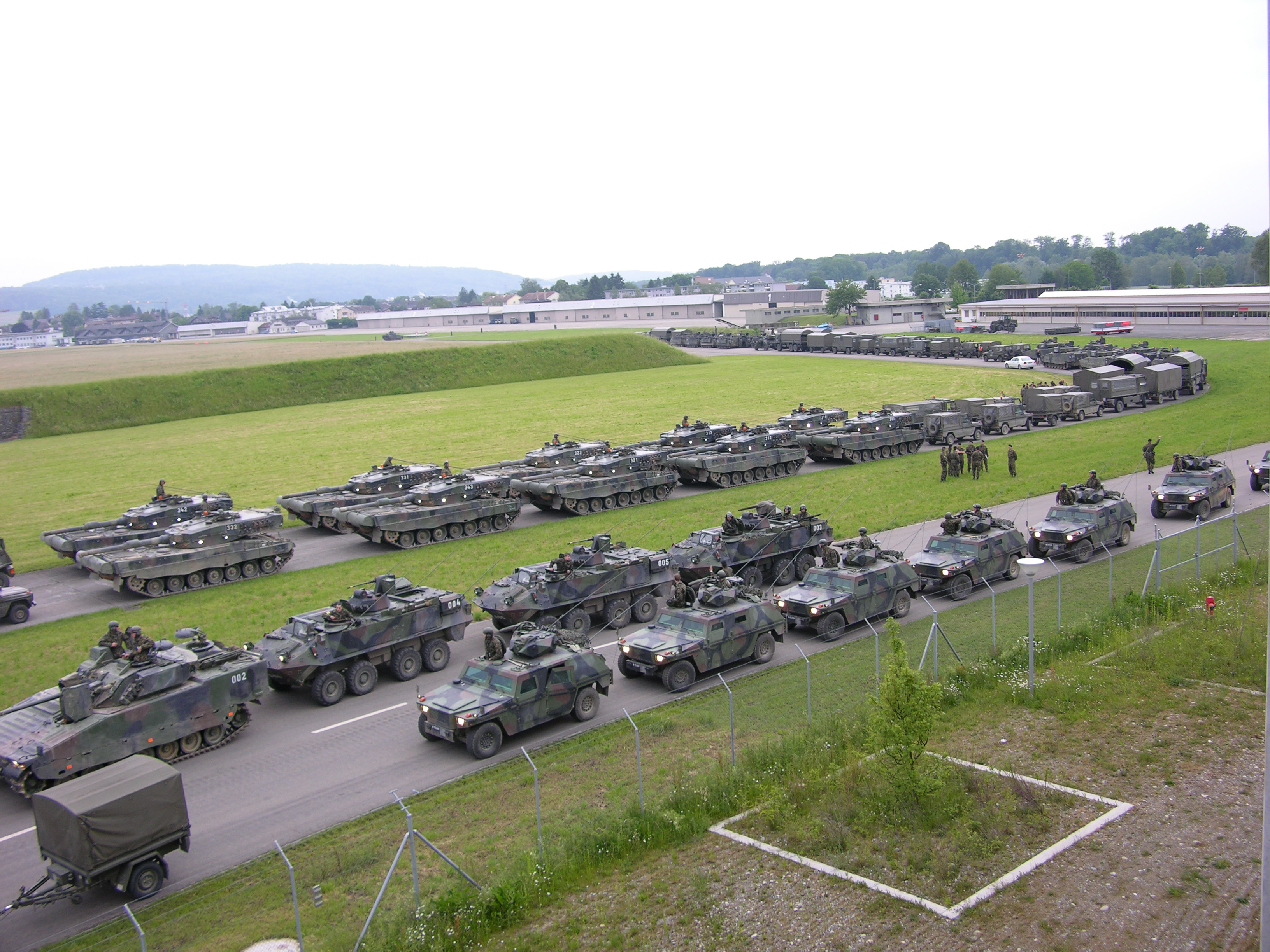
Ett modernt tyskt pansarförband (bataljon) i Dübendorf.

En sovjetisk pansardivision bestod av:
- stab
- tre stridsvagnsregementen (90 strv, ca 1000 man)
- ett motoriserat skytteregemente (ca 2 000 man)
- ett artilleriregemente
- stödtrupper

Den räknade ca 10 000 man.